# Reformierte Kirche Seewis im Prättigau

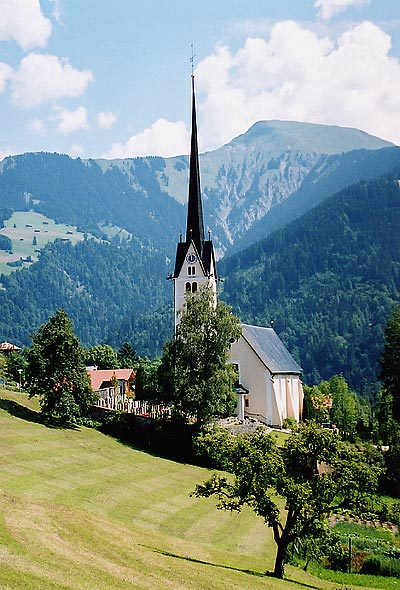
Die Kirche von Seewis

Die reformierte Kirche in Seewis im Prättigau ist ein evangelisch-reformiertes Gotteshaus unter dem Denkmalschutz des Kantons Graubünden. Sie liegt am Eingang der Siedlung östlich des Dorfkerns im Quartier Prada.

## Geschichte und Ausstattung
Ersturkundlich bezeugt ist die Kirche noch in vorreformatorischer Zeit 1483 unter dem Patrozinium von St. Laurentius. 1487 erfolgte im Stil der Spätgotik eine Erneuerung des Chores und eine Erweiterung des Kirchenschiffs. 1756–58 wurde das Schiff verlängert und dabei mit einem Tonnengewölbe versehen.
Der Kirchturm schliesst nordwestlich an die Fassade an. Sein unterer Teil hat mittelalterliche Bausubstanz von etwa 1300, der obere Teil stammt aus der Neubauzeit von 1487, während der markante Spitzhelm 1645 nach Ende der Bündner Wirren aufgesetzt wurde.
An der Westwand des Chores im Kircheninneren befinden sich Epitaphe von Familienangehörigen des Geschlechts von Salis. Das Langhaus zeigt Stuckaturen im Stil des Rokoko. Ebenso Ornamente aus der Epoche des Rokoko weist die Kanzel aus dem Jahr 1758 auf. 
Der zentrale Taufstein im Chor, der auch 1758 gefertigt wurde, fungiert zugleich als Abendmahlstisch. Die Orgel ist neueren Datums und wurde 1959 von Orgelbau Metzler eingebaut.

## Kirchliche Organisation
Die Evangelisch-reformierte Landeskirche Graubünden führt Seewis als eigenständige Kirchgemeinde mit eigenem Pfarramt.

## Galerie

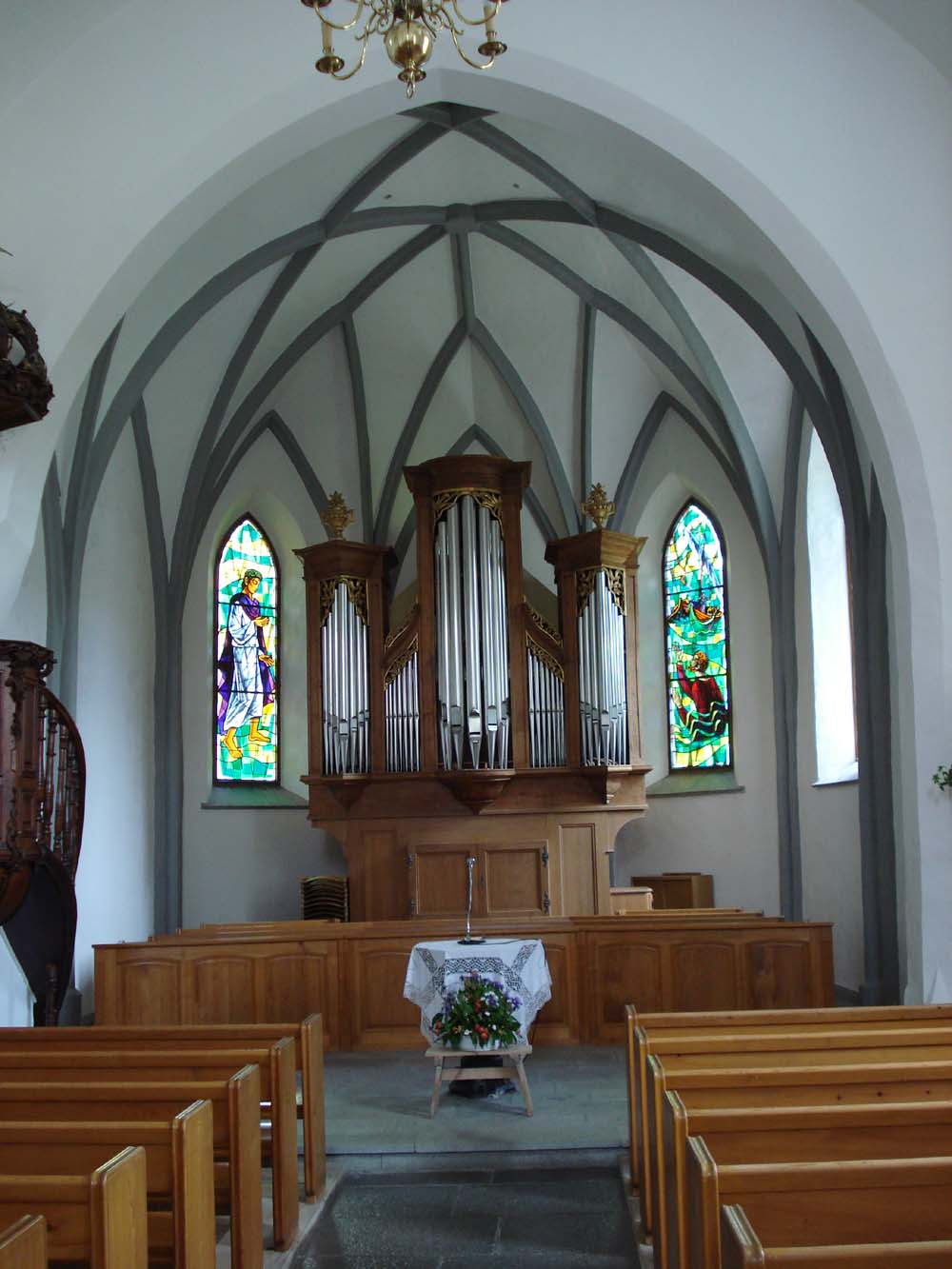
Blick in Kirchenschiff und Chorraum
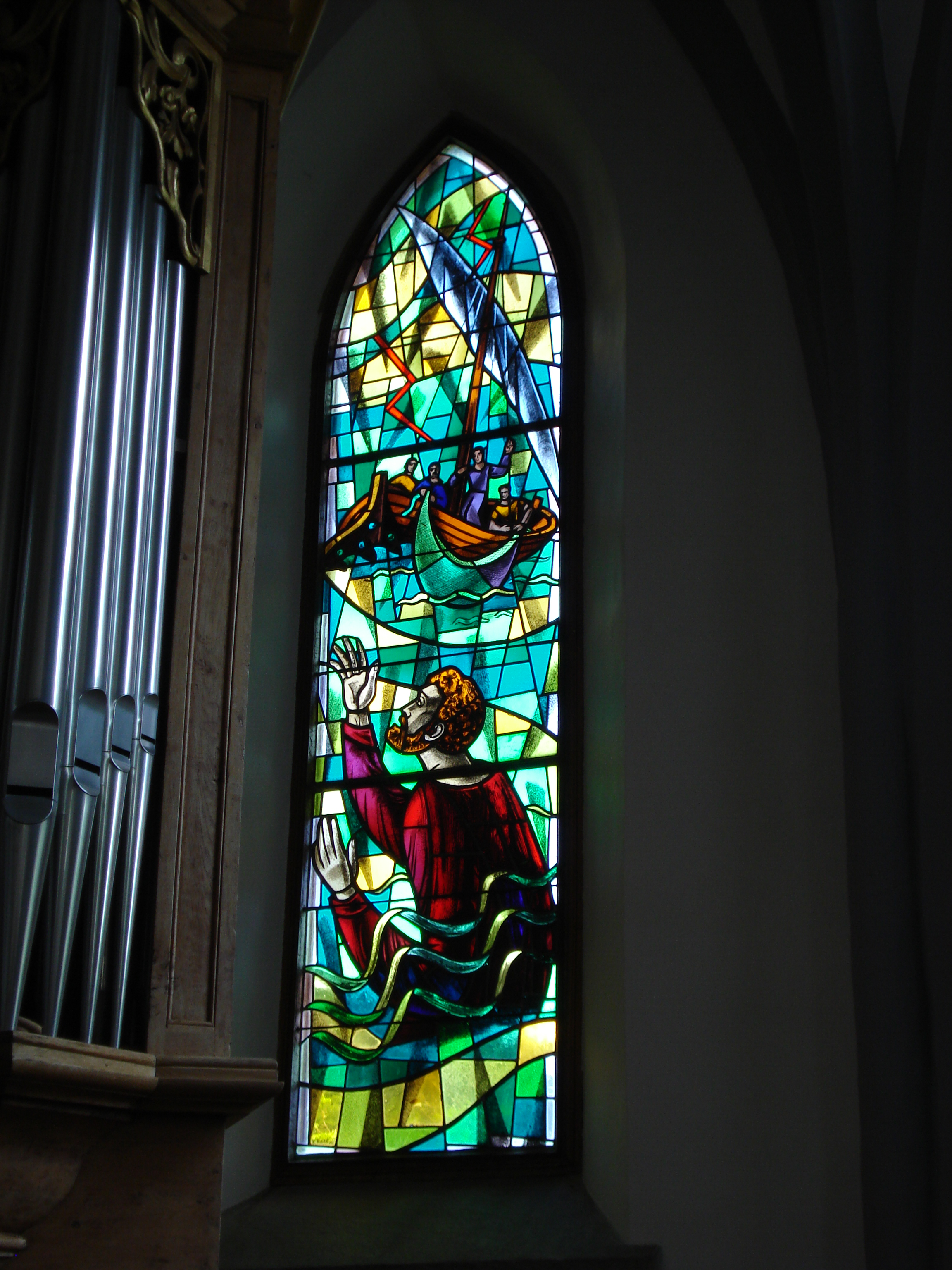
Glasfenster im Chor
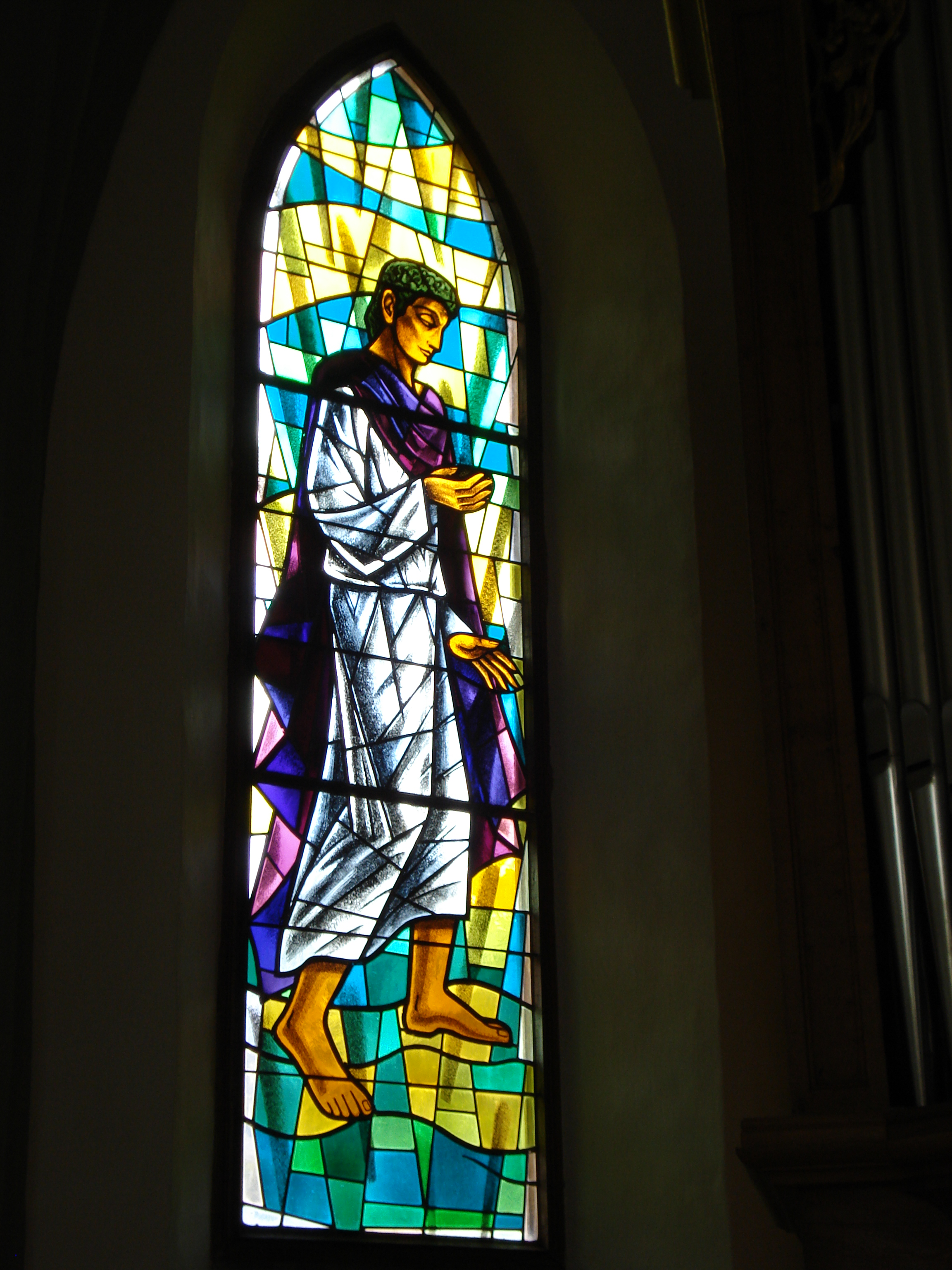
Glasfenster im Chor
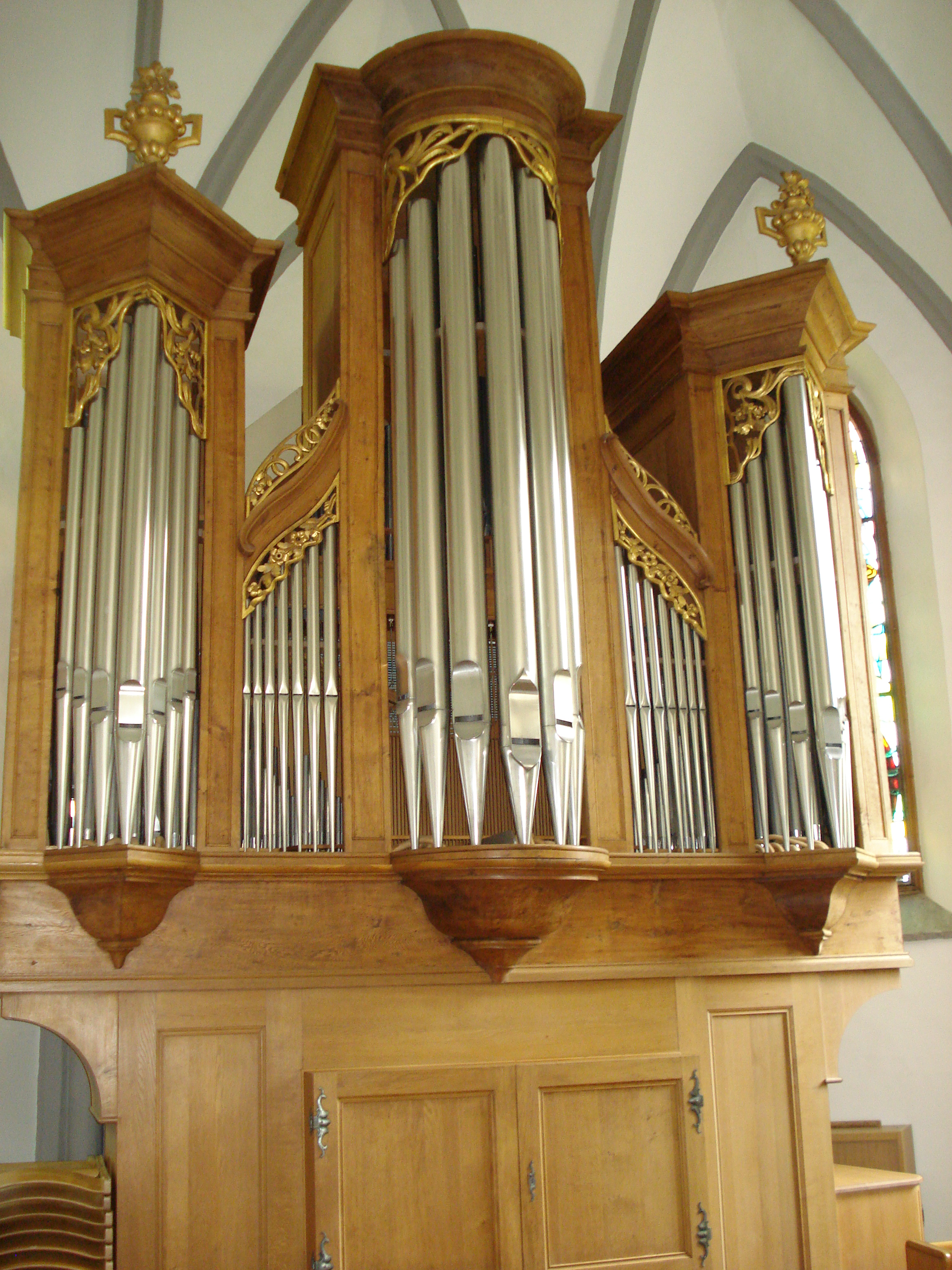
Orgel
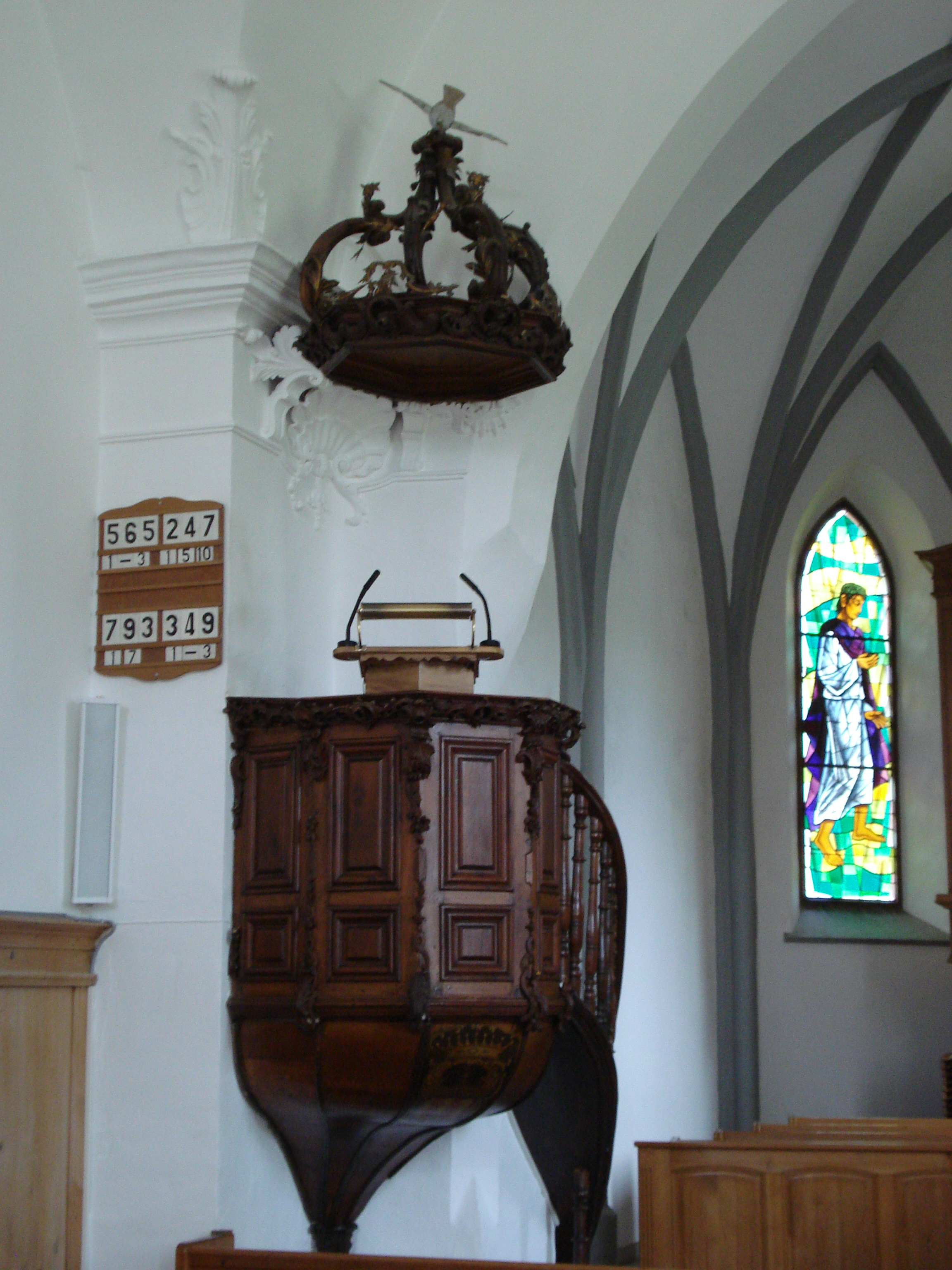
Kanzel